# Лопухов, Иван Антонович
Иван Антонович Лопухов (1893, с. Медяна, Языковская волость, Курмышский уезд, Симбирская губерния — 7 января 1924 года, там же) — участник становления советской власти, председатель Медянского сельсовета (1923).

## Биография
Родился в 1893 году в селе Медяна Языковской волости Курмышского уезда Симбирской губернии в семье бедного крестьянина. Обучен грамоте был в местной церковно-приходской школе.
В связи с началом Первой мировой войны в 1914 году призван на фронт. Был одним из противников продолжения войны. В 1917 году вступил в РСДРП(б), а затем ушёл в Красную армию на Гражданскую войну. Был назначен политруком воинской части. Помимо военных обязанностей выполнял хозяйственные. В 1920 году вернулся в Медяну. Стал общественным активистом.
В 1923 году избран председателем Медянского сельсовета. 7 января 1924 года убит в окно пулей обреза в Медяне.

## Память
Памятник в Медяне.